# Hyalopeziza niveocincta
Hyalopeziza niveocincta är en svampart som först beskrevs av Graddon, och fick sitt nu gällande namn av Raschle 1977. Hyalopeziza niveocincta ingår i släktet Hyalopeziza och familjen Hyaloscyphaceae.   Inga underarter finns listade i Catalogue of Life.